# Keesings Historisch Archief
Keesings Historisch Archief (KHA) was een Nederlands tijdschrift over actuele onderwerpen, dat van 1931 tot eind 2013 heeft bestaan.
KHA was een initiatief van journalist en uitgever Isaäc Keesing jr. Het begon als een weekblad en had als ondertitel Geïllustreerd dagboek van het hedendaagsch wereldgebeuren met voortdurend bijgewerkten alphabetischen index.  Doel was objectieve informatie te verstrekken inzake actuele ontwikkelingen over de hele wereld, en deze informatie terugvindbaar te maken middels een thematische index, waardoor het tijdschrift het karakter had van een naslagwerk.
Keesings Historisch Archief werd uitgegeven door Systemen Keesing NV te Amsterdam en begon in juli 1931 als een zestien pagina's tellend weekblad, dat verscheen in het Nederlands, Engels, Duits en Frans.
Tijdens de oorlogsjaren greep de bezetter in en ontsloeg alle Joodse werknemers, waaronder uitgever Keesing zelf en diens zoon Leo. Ook betekende deze periode een aanslag op de objectiviteit van KHA, doordat er nazi-propaganda in het blad verscheen op last van de Duitsers, die daartoe een Verwalter (beheerder) hadden geïnstalleerd. Tevens werd de Brusselse vestiging geplunderd. Keesing vluchtte naar de Verenigde Staten en keerde na de bevrijding terug om het uitgeven zo goed en kwaad als het kon te hervatten.
In 1991 werd KHA een maandblad met 64 pagina's. Het aantal abonnees kwam nooit boven de vijfduizend uit. In 2000 werd het periodiek losgemaakt van wat inmiddels Keesings International Publishers was gaan heten en sindsdien werd het uitgegeven door de nieuwe stichting Keesings Historisch Archief. Deze gaf de titel tot eind 2013 uit, waarna het doek viel voor het tijdschrift.